# Torre Chapultepec
La Torre Chapultepec es un edificio de oficinas ubicado en la Avenida Chapultepec #15 esquina con calle Morelos, en la ciudad de Guadalajara Jalisco, México. Es una de las torres más altas de la ciudad. La construcción de la torre comenzó en el año 1991 y culminó en 1995. Cuenta con 8 elevadores (ascensores), 4 de ellos son de alta velocidad.

## La forma
- Mide 92 metros y tiene 26 pisos, cuenta con 5 niveles subterráneos de estacionamiento.

- La forma de la torre se asemeja a de una pirámide alargada al final de su estructura.

## Detalles importantes
- Su construcción comenzó en 1991 y tuvo fin en el año 1995.

## Adornos y decoraciones
- Muy pocas veces, la torre es adornada con focos, por ejemplo, en la temporada navideña, colocan diferentes focos de luces. Pero la torre no es adornada como otras torres famosas.

## Datos clave
- Altura- 92,0 metros
- Niveles sobre el nivel de calle - 26
- Niveles en sótano - 2
- Niveles para oficinas - 20
- Superficie de terreno - 4,509.00 m²
- Área total - 39,527 m²
- Espacio de oficinas - 34,090 metros cuadrados aproximadamente.
- Área promedio por nivel - 554.00 m²
- Pisos - 5 niveles subterráneos en los 30 niveles totales.
- Cajones para estacionamiento - 500